# Chindesaurus
 Chindesaurus  („Chinde-Point-Echse“) ist eine Gattung von ursprünglichen (basalen) Echsenbeckendinosauriern aus der Obertrias von Nordamerika, jedoch ist die genaue systematische Stellung nicht abschließend geklärt.
Die Gattung, die etwa drei Meter Länge erreichte, ist nach dem Erstfundort in der Nähe des Chinde-Points im Westen der USA benannt. Einzige beschriebene Art ist Chindesaurus bryansmalli.
Alle Fossilfunde stammen aus der Chinle-Formation, deren Gesteine auf einen Zeitraum von ca. 235 bis 208 Millionen Jahren (Carnium und Norium) vor unserer Zeit datiert werden. Damit ist er einer der ältesten bisher in Nordamerika entdeckten Dinosaurier.

## Systematische Stellung
1995 ordneten Long und Murry Chindesaurus in ihrer wissenschaftlichen Erstbeschreibung vorläufig den Herrerasauriden zu. Sereno (1997) sowie Bittencourt und Kellner (2004) schließen sich diesem Vorschlag an. Andere Bearbeiter erkennen hingegen bei Chindesaurus keine unzweideutigen Herrerasauriden-Merkmale, daher ordnen Hunt (1996) sowie Lucas und Heckert (1996) die Gattung den Theropoda zu. Die jüngsten Bearbeitungen von Langer (2004), Irmis et al. (2007) und Nesbitt et al. (2007) beschreiben ihn als ursprünglichen Echsenbeckendinosaurier (Irmis (2005) stellt ihn zu den Dinosauriformes und damit außerhalb der Dinosaurier).

## Fossilfunde
Erstmals wurde 1985 ein Teilskelett von Chindesaurus im Petrified Forest National Park im US-Bundesstaat Arizona entdeckt, vermischt mit Fossilmaterial eines Shuvosauriden, einem mit den Krokodilen (Suchia) verwandten Archosaurier. Die Fundstelle dieses Exemplars, des Holotypus (PEFO 10395), ist das „Dinosaur Hollow“, die im Petrified-Forest-Member der Chinle-Formation liegt. Es ist jedoch kein Material des für die systematische Bestimmung wichtige Schädels gefunden worden.
Falls Chindesaurus ein Herrerasauride ist, wäre er der erste in Nordamerika gefundene und zugleich jüngste Vertreter dieser Gruppe. Seine Fossilien waren vergesellschaftet mit Archosauriern wie den Aetosauria, Phytosauria und Rauisuchia, deren kleine bis mittelgroße Vertreter dieser mutmaßliche Fleischfresser gejagt haben könnte. Dies zeigte eine größere geographische und zeitliche Verbreitung der Herrerasauride an als bislang bekannt.
Ein zweiter Fund (PEFO 33982) kommt ebenfalls aus dem Petrified-Forest-Member. Das Fossilmaterial stammt von der Fundstelle „Giving Site“ des Parks, aus demselben stratigraphischen Niveau wie das „Dinosaur Hollow“. Es besteht aus Teilen des Darmbeins (Ilium), dem proximale (oberen) Teil des Oberschenkelknochens (Femur) und mehreren Wirbelkörpern.

### Paläogemeinschaften der Obertrias
Einen weiteren Fund von Chindesaurus in den 220 bis 210 Mio. Jahre alten norischen Sedimentgesteinen des „Hayden Quarrys“, einer Ausgrabungsstelle auf dem Gelände der Ghost Ranch im US-Bundesstaat New Mexico, publizierten Irmis et al. 2007. Hier fand sich eine fossile Faunengemeinschaft, die neben dem basalen Saurischier Chindesaurus einen echten Theropoden aus der Gruppe der Coelophysoiden umfasste sowie zwei Dinosauromorpha (einen quadrupeden, pflanzenfressenden Dinosauriformen ähnlich Silesaurus und den Dinosauromorphen Dromomeron romeri). Diese Funde zeigen erstmals eine Koexistenz für wenigstens 15 bis 20 Mio. Jahre von frühen Dinosaurier mit den Dinosauromorphen, diejenige Gruppe von Archosauriern, von der die Dinosaurier abstammen. Sie legen nahe, dass der Aufstieg der Dinosaurier zur beherrschenden Gruppe der Landwirbeltiere des Erdmittelalters (Mesozoikum) entgegen der bisherigen Auffassung nicht durch plötzliche Verdrängung oder Ersetzung dieser Vorläufer in der Obertrias erfolgte, sondern sich über einen längeren Zeitraum erstreckte und erst nach der Wende zum Unterjura, vor etwa 200 Mio. Jahren, abgeschlossen war.